# Martti Kuisma
Martti Kuisma, (nacido el 24 de julio de 1970 en Espoo, Finlandia) es un exjugador de baloncesto finlandés. Con 2.08 metros de estatura, jugaba en la posición de pívot.

## Trayectoria
- Helsingin NMKY (1988-1990)
- Universidad de Florida (1990-1994)
- Helsingin NMKY (1994-1995)
- DJK Würzburg (1995-1996)
- Victoria Libertas Pesaro (1996)
- Brandt Hagen (1997-1998)
- AE Apollon Patras (1998-1999)
- Club Bàsquet Girona (1999-2000)
- Montpellier Basket (2000-2001)
- Espoon Honka (2001-2002)
- Club Ourense Baloncesto (2002-2003)
- DJK Würzburg (2003-2004)
- Vantaan Pussihukat (2004-2005)
- UU-Korihait (2005-2007)
- Joensuun Kataja (2007-2008)
- Componenta Karkkila (2008-2009)
- Porvoon Tarmo (2010)